# Fontaine Saint-Fiacre (Radenac)
La fontaine Saint-Fiacre est située au lieu-dit « Saint-Fiacre » à Radenac dans le Morbihan.

## Historique
La fontaine Saint-Fiacre fait l’objet d’une inscription au titre des monuments historiques depuis le 1er mai 1933.